# عليشاري
عليشاري هي قرية في مقاطعة كليبر، إيران. عدد سكان هذه القرية هو 47 في سنة 2006.